# T-28 (sovětský tank)
T-28 byl sovětský třívěžový střední tank produkovaný v letech 1933-1940. Celkem bylo vyrobeno 503 strojů. Charakteristické bylo umístění kulometu DP v hlavní věži s kanonem. Tank rozhodně není možno považovat za optimální, třívěžová konstrukce byla neohrabaná a zbytečně složitá, nicméně v roce 1941 úderná síla tanku stále převyšovala údernou sílu německých lehkých tanků a jako minimálně srovnatelný mohl čelit i starším verzím tanků středních. Horší to bylo s jeho druhou úlohou, kterou bylo vytváření průlomů a podpora pěchoty při útocích na silně opevněné body nepřítele – pro tuto úlohu v roce 1941 již zdaleka nedostačoval, zejména pancéřováním (platí i pro stroje, které prodělaly posílení pancíře po smutných zkušenostech v zimní válce).

## Verze
- T-28 - standardní sériová verze, krátký KT-28 76,2mm kanon
- T-28A - vzor 1934, silnější čelní pancíř
- T-28B - vzor 1938, delší 76,2mm kanon L-10 a primitivní stabilizace kanonu
- T-28E, také T-28M nebo T-28C - vzor 1940, zvětšený pancíř na 50-60 mm
- IT-28 - mostní tank, 1 ks